# Cladiella tuberculoides
Cladiella tuberculoides is een zachte koraalsoort uit de familie Alcyoniidae. De koraalsoort komt uit het geslacht Cladiella. Cladiella tuberculoides werd in 1944 voor het eerst wetenschappelijk beschreven door Tixier-Durivault. 